# 3,5-ジメチルピペリジン
3,5-ジメチルピペリジン（英語: 3,5-dimethylpiperidines）は、化学式が C5H8(CH3)2NH の有機化合物である。2種のジアステレオマーが存在する（アキラルなR,S異性体とキラルなR,R/S,Sエナンチオマーペア）。3,5-ジメチルピペリジンはチブル酸の前駆体である。

## 合成
通常、3,5-ジメチルピリジンの水素化によって合成される。両方のジアステレオマーは、3,5-ジメチルピリジンを水素化トリエチルホウ素リチウムで還元することで生じる。